# Невірапін
Невірапін (англ. NVP) — синтетичний противірусний препарат з групи ненуклеозидних інгібіторів зворотньої транскриптази для прийому всередину. Невірапін уперше синтезований у лабораторії компанії «Boehringer Ingelheim» групою вчених під керівництвом Харгрейва, а схвалений невірапін для клінічного використання у США у 1996 році, а в ЄС — у 1997 році.

## Фармакологічні властивості
Невірапін — синтетичний противірусний препарат з групи ненуклеозидних інгібіторів зворотньої транскриптази. Механізм дії препарату полягає у зв'язуванні із ферментом вірусу ВІЛ-1 — зворотньої транскриптази та блокування активності ДНК-полімерази шляхом руйнування каталітичної частини ферменту. Невірапін активний виключно до вірусу імунодефіциту людини І типу та неактивний до вірусу ВІЛ-2 і α-, β- та γ-ДНК-полімерази людини.

### Фармакокінетика
Невірапін при прийомі всередину швидко всмоктується, максимальна концентрація в крові досягається протягом 4 годин. Біодоступність препарату складає 93 %. Невірапін добре зв'язується з білками плазми крові. Препарат добре проникає через гематоенцефалічний бар'єр. Невірапін проникає через плацентарний бар'єр та виділяється в грудне молоко. Препарат метаболізується в печінці, виводиться з організму переважно нирками у вигляді неактивних метаболітів, частково виводиться з калом. Період напіввиведення невірапіну складає 25—30 годин, цей час не змінюється при печінковій та нирковій недостатності.

## Показання до застосування
Невірапін застосовують для лікування ВІЛ-інфекції, яку спричинює ВІЛ-1, виключно в складі комбінованої терапії у дорослих та дітей і для профілактики передачі вірусу від матері до дитини. Монотерапію препаратом не застосовують у зв'язку з швидким розвитком резистентності ВІЛ до препарату.

## Побічна дія
При застосуванні невірапіну можливі наступні побічні ефекти:
- Алергічні реакції — часто (1—10 %)висипання на шкірі (згідно даних клінічних досліджень — до 17 %); нечасто (0,1—1 %) свербіж шкіри, кропив'янка, синдром Стівенса-Джонсона, гарячка, анафілактичний шок; рідко (0,01—0,1 %) синдром Лаєлла, набряк Квінке.
- З боку травної системи — часто (1—10 %) нудота, гепатит (частіше у перші 6 тижнів прийому препарату); нечасто (0,1—1 %) блювання, жовтяниця, зниження апетиту, біль у животі; рідко (0,01—0,1 %) діарея, печінкова недостатність (у тому числі в рідкісних випадках фульмінантний гепатит, що може супроводжуватися збільшенням активності ферментів печінки у 3 рази вище норми, еозинофілією, висипаннями на шкірі, іншими системними проявами та прогресуванням симптомів навіть після відміни препарату).
- З боку нервової системи — часто (1—10 %) головний біль; нечасто (0,1—1 %) сонливість, підвищена втомлюваність
- З боку опорно-рухового апарату — нечасто (0,1—1 %) міалгії; рідко (0,01—0,1 %) остеонекроз, артралгії.
- Інші побічні ефекти — можуть спостерігатися ліподистрофія, лактатацидоз, цукровий діабет, гінекомастія (переважно у комбінації з іншими препаратами).
- Зміни в лабораторних аналізах — часто (1—10 %) підвищення активності амінотрансфераз і гаммаглютамілтранспептидази (ГГТП) у крові, підвищення рівня білірубіну в крові; рідко (0,01—0,1 %) анемія, гранулоцитопенія, тромбоцитопенія, гіперглікемія.

Під час проведення комбінованої антиретровірусної терапії у хворих зростає ймовірність лактатацидозу та гепатонекрозу. При проведенні ВААРТ у хворих зростає ймовірність розвитку серцево-судинних ускладнень, гіперглікемії та гіперлактемії. Під час проведення ВААРТ зростає ймовірність синдрому відновлення імунної системи із загостренням латентних інфекцій.

## Протипоказання
Невірапін протипоказаний при підвищеній чутливості до невірапіну, важких порушеннях печінки. Препарат не рекомендується застосовувати разом із рифампіцином, кетоконазолом, рифапентином, рифабутином, атазанавіром та препаратами звіробою.

## Форми випуску
Невірапін випускається у вигляді таблеток по 0,2 г та суспензії для перорального прийому по 240 мл.